# 韋斯普車站
韋斯普車站（荷蘭語：Station Weesp）是荷蘭北荷蘭省韋斯普（2022年3月24日起屬阿姆斯特丹市鎮）的一座鐵路車站。

## 車站概況
韋斯普的第一座車站於1874年6月10日啟用，原車站於1967年拆除，代之以新大樓。
目前韋斯普車站有兩個島式月台，共有六條軌道，其中兩條用於通過列車。為阿姆斯特丹、希爾弗瑟姆和阿爾梅勒之間的重要中繼站。